# 임정수 (스피드스케이팅 선수)
임정수(1993년~)은 대한민국의 스피드 스케이팅 선수이다.

## 학력
- 의정부초등학교
- 의정부여자중학교
- 청학고등학교
- 한국체육대학교 체육학과